# Монте-ди-Прочида
Монте-ди-Прочида (итал. Monte di Procida) — коммуна в Италии, располагается в регионе Кампания, в провинции Неаполь.
Население составляет 13 273 человека (2008 г.), плотность населения составляет 4424 чел./км². Занимает площадь 3 км². Почтовый индекс — 80070. Телефонный код — 081.
В коммуне 15 августа особо празднуется Успение Пресвятой Богородицы.

## Демография
Динамика населения:

## Администрация коммуны
- Официальный сайт: http://www.comune.montediprocida.na.it